# Maitreya
Maitreya eller Maitreya Buddha er navnet på den næste fremtidige Buddha ifølge buddhistisk tradition. Han (eller hun - se nedenfor) skal være den femte Buddha i en række af tusind Buddhaer som skal komme. Siden alle ting i samsara er forgængelige, vil også læren efter den historiske Sakyamuni Buddha (Siddharta Gautama) til sidst forsvinde og blive glemt af alle. Efter dette er sket vil boddhisattvaen Maitreya blive genfødt på jorden, opdage sandheden på ny, opnå fuld opvågning og blive en Buddha på egen hånd uden læremester. Mens han venter lever Maitreya i Tusita-himlen. Forudsigelsen om Maitreya anerkendes af alle de buddhistiske traditioner, både Theravada og Mahayana. I det mindste i visse Vesttibetanske traditioner (bl.a. i Ladakh) forventes Maitreya i fremtiden at inkarnere som den femte buddha i skikkelse af en vestlig kvinde (og burde derfor måske rettelig omtales som hun" og ikke "han") og afbildes i øvrigt i Ladakh oftest med blå øjne (hvad der er ualmindeligt hvor disse traditioner findes) i modsætning til f.eks i Nepal og Bhutan hvor afbildninger af Maitreya oftest har brune øjne.
Den kinesiske munk Budai, den leende munk, regnes af mange for at have været en tidligere inkarnation af Maitreya. De populære billeder og statuer som viser en leende og tyk Buddha er billeder af denne munk som en inkarnation af Maitreya, og ikke af den historiske Sakyamuni Buddha.

## Maitreya uden for buddhismen
Bahai-religionen ser på sin grundlægger Bahaullah som opfyldelsen af Maitreya-legenden.
Op igennem historien er mange enkeltpersoner stået frem og hævdet at være Maitreya. Flere nyreligiøse grupper har også adopteret Maitreya-legenden til sine formål. Mest kendt er nok Benjamin Creme som grundlagde den teosofiske bevægelsen Share international. L. Ron Hubbard, grundlæggeren af Scientologi, hævdede også at være Maitreya. Maitreya siges at blive født i den vestlige verden og være en female (altså kvindelig) buddha og farven er rødviolet.
 Der er for få eller ingen kildehenvisninger i denne artikel, hvilket er et problem. Du kan hjælpe ved at angive troværdige kilder til de påstande, som fremføres i artiklen.